# بروكلين نتس
نادي بروكلين نتس هو نادي كرة سلة من بروكلين، نيويورك، الولايات المتحدة الأمريكية. تأسس عام 1967.
بدأ النادي المشاركة في الرابطة تحت اسم نيوجيرزي أميركانز بعد ذلك إنتقل الفريق إلى مدينة نيويورك و أستبدل الاسم من أميركانز إلى نيتس ولم يقدم النادي الشيء الكثير تحت هذا المسمى لكن القفزة النوعية في تاريخ النادي هي رجوعه مرة أخرى إلي ولاية نيوجيرسي وهذه المرة أكثر طموح و تنافسية بعد قدوم نجوم كبار على غرار اللاعب كيد وصل النادي إلى النهائي عام 2002 و 2003 على التوالي بعد تألق اللاعب ريتشارد جيفرسون وكينيون مارتن
قدوم النجم فينس كارتر من نادي تورنتو كان سيقدم الكثير لكن تألق كارتر لم يأتي بالنتائج المرجوة وإنتهى عام 2012 و عاد النادي إلى نيويورك و تحديدا إلى بروكلين

## ألوان الفريق
الأسود و الأبيض.

## سجل بطولات الفريق
لم يفز ببطولة الدوري الأمريكي لكرة السلة للمحترفين. من أهم الإنجازات بطل القسم الشرقي عام 2002 و2003

## وصلات خارجية
- موقع النادي الرسمي